# Clásica de Sabiñánigo
La Clásica de Sabiñánigo (également appelée Saragosse-Sabiñánigo) est une ancienne course cycliste espagnole disputée dans la communauté autonome d'Aragon, autour de Sabiñánigo. Créé en 1969, elle a connu 33 éditions, la dernière ayant eu lieu en 2001.

## Palmarès
| Année | Vainqueur                 | Deuxième                      | Troisième                    |
| ----- | ------------------------- | ----------------------------- | ---------------------------- |
| 2001  | Ángel Vicioso             | Eleuterio Anguita             | Stefano Casagranda           |
| 2000  | Davide Casarotto          | Gianni Faresin                | Paolo Lanfranchi             |
| 1999  | Tristan Hoffman           | Andreas Klier                 | Jeremy Hunt                  |
| 1998  | Igor González de Galdeano | Charles Guilbert              | Ginés Salmerón               |
| 1997  | Armand de Las Cuevas      | David Etxebarria              | César Solaun                 |
| 1996  | Arsenio González          | Kiko García                   | David García Dapena          |
| 1995  | Fernando Escartín         | Stefano Della Santa           | Gerd Audehm                  |
| 1994  | Serge Baguet              | Stefano Zanatta               | Franck Vandenbroucke         |
| 1993  | Asier Guenetxea           | Manuel Fernández Ginés        | Ángel Edo                    |
| 1992  | Mathieu Hermans           | Jerry Cooman                  | Malcolm Elliott              |
| 1991  | Jerry Cooman              | Adrie van der Poel            | Jean-Pierre Heynderickx      |
| 1990  | Jean-Pierre Heynderickx   | Juan Carlos González Salvador | José Enrique Carrera         |
| 1989  | Álvaro Pino               |                               |                              |
| 1988  | Alfonso Gutiérrez         | Casimiro Moreda (es)          | Jesús Suárez Cueva           |
| 1987  | Ángel Camarillo           | Stephen Hodge                 | Melchor Mauri                |
| 1986  | Mariano Sánchez           | Joaquim Faura                 | Óscar de Jesús Vargas        |
| 1985  | Iñaki Gastón              | José Luis Laguía              | Antonio Esparza              |
| 1984  | Alfonso Gutiérrez         | Miguel Ángel Iglesias         | Imanol Murga                 |
| 1983  | Eduardo Chozas            | Faustino Rupérez              | Ricardo Zúñiga               |
| 1982  | Pedro Delgado             | Francisco Albelda             | Jaime Vilamajó               |
| 1981  | Enrique Martínez Heredia  | Eulalio García                | José Luis Rodríguez Inguanzo |
| 1980  | José Luis Viejo           | José Luis Laguía              | Imanol Murga                 |
| 1979  | Andrés Oliva              | Julián Andiano                | Alberto Fernández Blanco     |
| 1978  | Enrique Martínez Heredia  | Antonio Menéndez              | Anastasio Greciano           |
| 1977  | José Martins              | Enrique Martínez Heredia      | Andrés Gandarias             |
| 1976  | Enrique Martínez Heredia  | Santiago Lazcano              | Vicente López Carril         |
| 1975  | Domingo Perurena          | Gonzalo Aja                   | Fernando Plaza               |
| 1974  | Miguel María Lasa         | Juan Zurano                   | Manuel Esparza               |
| 1973  | Antonio Martos            | Vicente López Carril          | José Pesarrodona             |
| 1972  | Segundo Goicoechea        | José Manuel López Rodríguez   | Pedro Torres                 |
| 1971  | Agustín Tamames           | Domingo Perurena              | José Manuel López Rodríguez  |
| 1970  | Luis Zubero               | Domingo Perurena              | Vicente López Carril         |
| 1969  | Domingo Perurena          | Santiago Lazcano              | Sebastián Fernández          |